# Klasov
Klasov este o comună slovacă, aflată în districtul Nitra din regiunea Nitra. Localitatea se află la altitudinea de 180 m deasupra n.m., se întinde pe o suprafață de 12,23 km2 și în 2017 număra 1.372 de locuitori.

## Istoric
Localitatea Klasov este atestată documentar din 1156.

## Demografie
| An:                | 1994 | 2004    | 2014   | 2024   |
| ------------------ | ---- | ------- | ------ | ------ |
| Număr de persoane: | 1919 | 1214    | 1318   | 1428   |
| Diferență:         |      | −36,73% | +8,56% | +8,34% |

| An:                | 2023 | 2024   |
| ------------------ | ---- | ------ |
| Număr de persoane: | 1429 | 1428   |
| Diferență:         |      | −0,06% |